# Felsennest
Felsennest (pol. Skalne Gniazdo) – kwatera główna Hitlera (niem. Führerhauptquartier – FHQ) znajdująca się w miejscowości Rodert, w górach Eifel w Niemczech.
Zbudowana w 1940 roku kwatera Adlerhorst w górach Taunus była według Hitlera zbyt luksusowa, dlatego zarządził zbudowanie nowej, odpowiadającej „okresowi wojennemu” kwatery w górach Eifel. W związku z tym w Rodert w pobliżu granicy niemiecko-belgijskiej, na zachód od Wału Zachodniego w tzw. strefie obrony powietrznej (niem. Luftverteidigungszone) urządzono nową, skromną kwaterę.
Bunkier Hitlera, który dzielił z Keitlem, wyłożony był surowym nieheblowanym drewnem, pozbawiony okien i ze sztuczną wentylacją. Wyposażony był w sypialnię, gabinet, kuchnię i łazienkę. Drugi, mniejszy bunkier zajmował Alfred Jodl. Oddalony o pięć minut drogi piechotą znajdował się budynek w którym odbywały się konferencje sytuacyjne. Bunkry te (Sperrkreis I) były otoczone płotem z wieżyczkami wartowniczymi. 
Otaczający teren (Sperkreis II) o łącznej powierzchni około 30 hektarów łącznie ze wsią, która została wysiedlona, przystosowano dla potrzeb kwatery. W opuszczonych domach stworzono biura, miejsca dla gości, kuchnie, garaże i schrony przeciwlotnicze.
Hitler dowodził z Felsennest od 10 maja do 6 czerwca 1940 roku. 31 stycznia 1941 roku teren został przekazany partii nazistowskiej. Hitler chciał, aby to miejsce zostało przekształcone w narodowy pomnik stanowiący dowód niezwyciężoności Wehrmachtu. Kiedy V. Korpus Amerykański zbliżył się do wsi wiosną 1945 roku, niemieccy inżynierowie wysadzili w powietrze instalację nad wioską.